# Mieczysław Małecki
Mieczysław Małecki (Mielec, 14. srpnja 1903. – Kłodzko, 3. rujna 1946.) bio je poljski jezikoslovac, slavist i profesor na Jagielonskom sveučilištu.
U Drugom svjetskom ratu surađivao je s Poljskim pokretom otpora u okupiranom Krakovu. Bio je zatvoren u Krakovu, Wroclawu i koncentracijskim logorima Sachsenhausen i Dachau. 1945. izabran je za člana Poljske akademije znanosti i umjetnosti. U Hrvatskoj je istraživao govore čakavskoga narječja, osobito govore Istre i cakavizam.

## Djela o dijalektološkim istraživanjima u Hrvatskoj
- Cakawizm i mazurzenie (1927.) – doktorska disertacija
- Przegląd słowiańskich gwar Istrji (1930.)
- Naseljavanje Slavena u Istri u svjetlu lingvističkih istraživanja
- Govor Ćića i njihovo podrijetlo
- Praslavenski /ĕ/ u ikavsko-ekavskim dijalektima srednje Istre
- O podjeli govora Krka